# Filip II. Orleánský
Filip II. Orleánský (2. srpna 1674 Saint-Cloud – 2. prosince 1723 Versailles). Znám též jako Filip II., vévoda Orleánský, či le Régent. V letech 1715–1723 (tzv. doba Regentství, franc. Régence) byl nejmocnějším mužem ve Francii, jelikož v době nezletilosti Ludvíka XV. zastával funkci jeho regenta. V roce 1723 byl krátce prvním ministrem Francie.

## Biografie

### Původ, mládí
Filip II. Orleánský byl synem vévody Filipa I. Orleánského, mladšího bratra francouzského krále Ludvíka XIV., a jeho druhé manželky Alžběty Šarloty Falcké, dcery falckého kurfiřta Karla I. Ludvíka z rodu Wittelsbachů; jako takový byl synovcem Ludvíka XIV. Manželství jeho rodičů – homosexuálního, zženštilého a rozhazovačného bratra Krále Slunce a zemité německé princezny – bylo mimořádně nestandardní. Filip I. se obklopoval svými mužskými favority a svou ženu vyhledával jen aby splnil své dynastické povinnosti; přesto však mezi nimi panovalo přátelství. Do dvorského života Filip I. uvedl svého syna velmi záhy; z mladíka se stal šarmantní muž a svůdník, jenž se rád obklopoval krásnými ženami a trávil noci často mimo domov. Již velmi brzy projevil politický talent, inteligenci a důvtip pro politické obchody a intriky. Ludvík XIV. využíval tohoto talentu svého synovce jen málo a sledoval jeho kritické soudy s nedůvěrou a žárlivostí.

### Rebel na královském dvoře
Na rozdíl od svého otce a strýce projevoval Filip II. již od mládí velký zájem o studia – zajímala ho geografie, filozofie, historie a přírodní vědy. Velmi dobře se orientoval také v historii a genealogii předních francouzských šlechtických rodin. U královského dvora svého strýce byl ale mladý Filip II. Orleánský považován za cynika bez společenských i politických zásad. Své okolí pobuřoval především tím, že neustále porušoval zažité společenské konvence a zásadně se odmítal podřídit dvorské etiketě. Veřejně o sobě prohlašoval, že je ateista, což bylo v té době skutečně společensky nepřijatelné. Aby svou skandální pověst ještě více utvrdil, pořádal záměrně v době velkých církevních svátků plesy a bály. Tento sklon ke skandálnímu a pobuřujícímu chování podědil zřejmě po svém otci, stejně jako obdiv k umění. Filip II. nebyl jen vyhlášeným mecenášem francouzských umělců, ale do světa múz vstupoval i aktivně – jako herec vystupoval v hrách Molièra i Racina, skládal opery, maloval obrazy, tvořil mědirytiny a věnoval se hudbě jako skladatel i hráč - jeho učitelem hry na flétnu byl význačný francouzský flétnista Jacques Martin Hotteterre. (Ostatně i Filipův strýc, starší bratr jeho otce král Ludvík XIV. byl velmi nadaným tanečníkem, který tuto svou vlohu i veřejně prezentoval.) Byl také vlastníkem obrovské sbírky uměleckých děl.

### Voják a vojevůdce
Již jako velmi mladý osvědčil Filip své vojenské schopnosti a udatnost ve válce o falcké dědictví, kterou vyvolal jeho strýc Ludvík XIV., když jménem své švagrové, Filipovy matky Alžběty Šarloty Falcké (Liselotte) vznesl nárok na falcký trůn, uprázdněný po smrti jejího bratra Karla, falckého kurfiřta, který zemřel bez potomků. V sedmnácti letech se Filip zúčastnil obléhání Mons. Bojoval také v bitvách u Steenkerque (1692) a Neerwinden (1693) a byl přítomen obléhání Namuru (1692). Po ukončení války v roce 1697 se rozhodl věnovat svému oblíbenému studiu přírodních věd. Do služeb francouzské armády se ale vrátil v době války o dědictví španělské. V roce 1706 byl jmenován vrchním velitelem armády v Itálii, kde si však nevedl dobře. Nedokázal si zjednat autoritu u svých podřízených a jeho válečnické umění se ukázalo zoufale nedostatečné: 7. září byly jeho hlavní síly navzdory značné početní i vybavenostní převaze rozdrceny v bitvě u Turína, v níž byl on sám vážně zraněn. Po vyléčení se přesunul do Španělska, kde rovněž převzal vrchní velení (1707–1708). K Ludvíku XIV. se ale donesly zprávy, že se Filip II. Orleánský chce údajně zmocnit španělského trůnu, a to na úkor Ludvíkova vnuka Filipa (pozdější španělský král Filip V.). Rozezlený Ludvík XIV. svého synovce okamžitě odvolal z velení armády. Na dlouhou dobu tak Filip II. upadl u dvora v nemilost. Král Ludvík XIV. mu ale ke konci svého života odpustil – ve své závěti z roku 1715 jej dokonce povolal do čela regentské rady, která měla po jeho smrti spravovat Francii až do chvíle, kdy se bude moci vlády ujmout tehdy ještě nezletilý Ludvík XV.

### Regent
Král Ludvík XIV. zemřel 1. září 1715. Svému pravnukovi a následníku trůnu Ludvíku XV. ale zanechal nepříjemné dědictví – hospodářsky zničenou a politicky rozvrácenou zemi. Protože Ludvík XV. byl v době smrti svého předchůdce pětiletým dítětem, padla veškerá zodpovědnost za další vývoj země na regentskou radu vedenou Filipem II. Orleánským. Filip se stal navíc hned po Ludvíku XV. jediným dalším následníkem trůnu, neboť vnuk Ludvíka XIV., španělský král Filip V., se Smlouvou z Utrechtu (1713) nároků na francouzský trůn pro sebe i své potomky vzdal. Ludvík XIV. ale neměl svého synovce Filipa II. Orleánského nikdy příliš v lásce, jmenoval jej tedy sice předsedou regentské rady, ale svou závětí maximálně omezil jeho moc. Dědictví trůnu navíc připsal svým nemanželským synům – Ludvíku Augustovi vévodovi z Maine a Ludvíku Alexandrovi hraběti z Toulouse. Filip se ale za žádnou cenu nehodlal vzdát velké životní a politické šance, kterou mu osud přinesl. S podporou pařížského parlamentu zpochybnil testament Ludvíka XIV. a regentskou radu brzy ovládl. Poté se rozhodl rázně vypořádat se všemi nepohodlnými osobami u dvora bývalého krále a především odstavit od moci nemanželské syny Ludvíka XIV. a posílit tak šance vlastního rodu Bourbon-Orléans na případné budoucí získání francouzského trůnu. Propustil také z vězení jansenisty a naopak uvěznil a nebo vyhnal ze země mnohé jezuity, které měl předešlý král v oblibě (vyhnal např. i zpovědníka zemřelého Ludvíka XIV. – Le Telliera). Období regentství přineslo uvolnění dosavadního absolutismu, což se projevilo zpočátku tím, že Filip II. zrušil cenzuru a povolil vydávání knih, které byly zakázány za vlády jeho strýce Ludvíka XIV. Také šlechta, vyloučená za Ludvíka XIV. z politického života, získala ve Filipu II. Orleánském rozhodného zastánce. Filip chtěl maximálně posílit práva šlechty v zemi a omezit moc méně urozených osob, které se za Ludvíka XIV. podílely na vládě díky svým mimořádným kvalitám a schopnostem. Regent tak dal ovšem často přednost urozeným před schopnými, což se začalo velmi brzy neblaze projevovat na výsledcích jeho vlády. Pustil se také do reorganizace státní správy a jednotlivé ministry nahradil tzv. kolegiálními radami (těch bylo celkem sedm – rada pro námořnictvo, válečná rada, rada pro finance, zahraniční věci, vnitřní věci, rada obchodu a rada pro náboženství). Všechny funkce v radách obsadili příslušníci šlechty a vlivným regentovým poradcem se stal jeho vychovatel z dětství abbé Dubois. Ten se stal v době Filipova regentství nejprve arcibiskupem, pak kardinálem i vlivným ministrem zahraničí. Hlavním koordinátorem celého vládního systému byla Regentská rada, které předsedal sám Filip II. Orleánský. Rychle se ale ukázalo, že většina členů rad své funkce nezvládá a že pouhá příslušnost ke šlechtě z nich ještě nedělá odborníky. Problémy se hromadily – šlo především o náboženské spory v zemi, rostoucí mezinárodní napětí a také finanční krizi.

### Lawův systém

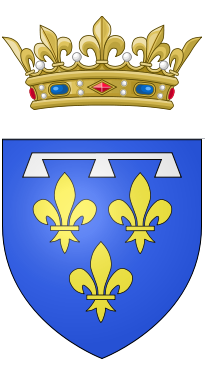
Erb Filipa II. Orleánského

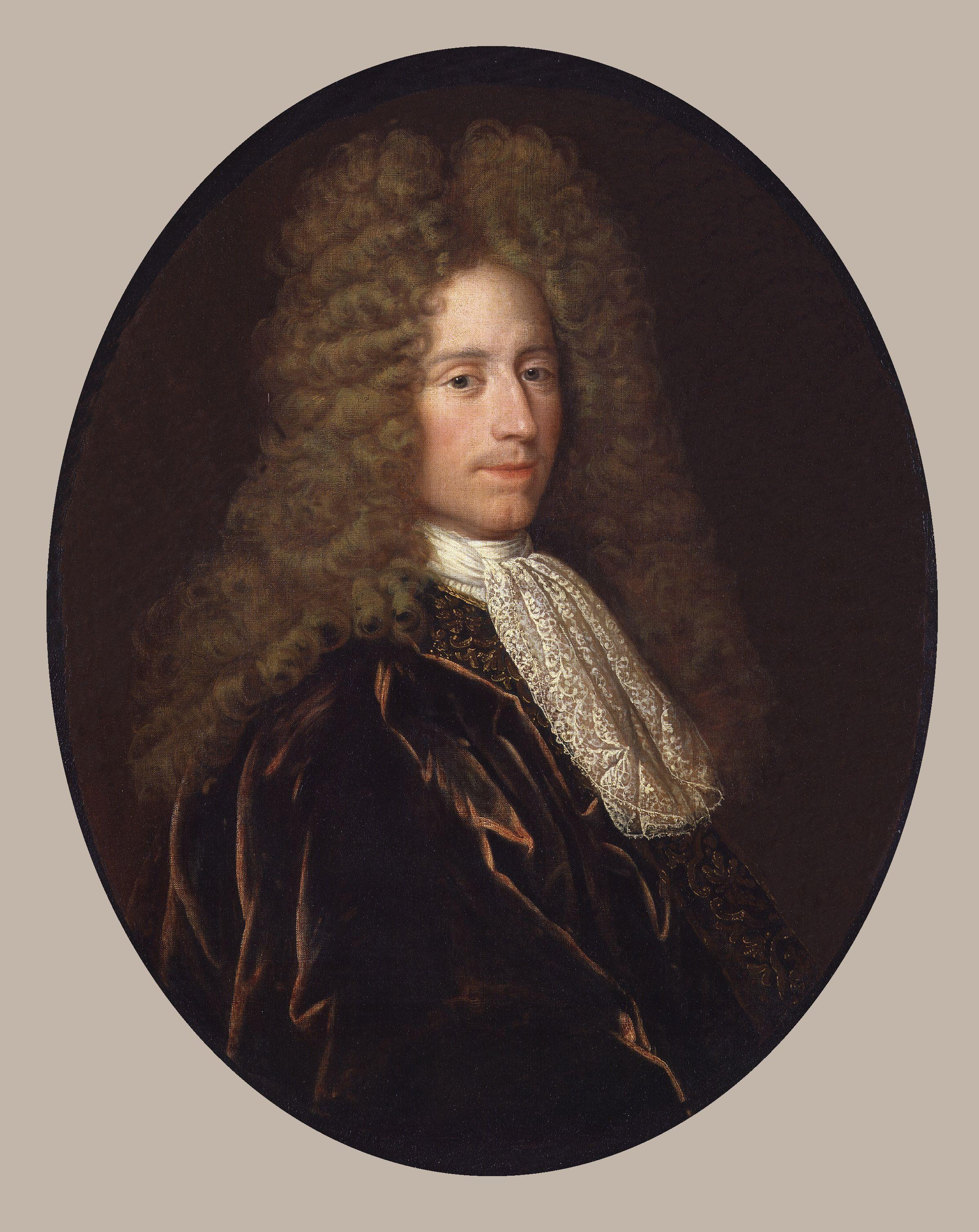
John Law

Právě finanční krize způsobená obrovským státním dluhem z období vlády Ludvíka XIV. se stala i problémem politickým a Filip II. se snažil tuto nepříznivou situaci zvrátit za každou cenu ve svůj prospěch. S prosbou o pomoc se tedy obrátil na skotského finančního reformátora a národohospodáře Johna Lawa. V roce 1715 předložil Law vévodovi projekt nového finančního systému, který měl francouzské hospodářství opět postavit na nohy, a to za přispění financí investovaných šlechtou (to se nelíbilo některým šlechticům, např. v Bretani, kde nespokojenost vyústila v tzv. Pontcallecovo spiknutí). Law zavedl ve Francii papírové bankovky a akcie a v roce 1716 mu bylo povoleno založit banku, která byla později převedena na stát. Bankovky zpočátku zvýšily obchodní výměnu v zemi a napomáhaly hospodářské prosperitě. V roce 1717 založil Law akciovou společnost pro obchodování s francouzskými koloniemi v Americe (Compagnie du Mississippi). Na počest Filipa II. Orleánského bylo v tomto období rozmachu pojmenováno dokonce jedno město v koloniích – město New Orleans ve státě Louisiana (dnes jeden ze států USA). Law se stal v roce 1720 generálním kontrolorem financí a jeho kariéra i bohatství závratně stoupaly. Teorie, které vypracoval, se ale v konečném důsledku v praxi neosvědčily. V roce 1720 vyhlásila francouzská státní banka Banque Royale bankrot, jelikož většina papírových bankovek nebyla kryta drahými kovy, a lidé ztratili k tomuto platidlu důvěru. O rok později došlo ke krachu celého tzv. „systému Law“. Akcie ztrácely prudce svou hodnotu a řada francouzských šlechtických rodů přišla o celé jmění. Krach ohrozil stabilitu ve společnosti. Law byl zbaven svých funkcí a uprchl z Francie. Jeho reformy byly rychle zapomenuty a v oblasti financí nastal návrat do doby Ludvíka XIV. Ve Francii nadlouho zakořenila nechuť ke všemu, co Law a Filip II. zavedli – k papírovým bankovkám, emisním bankám a spekulacím s akciemi. V těchto těžkých časech čelil regent ještě další nepřízni – vzpouře několika šlechticů v čele s vévodou z Maine, kteří chtěli regentství ve Francii přenést na španělského krále Filipa V. V roce 1720 tak Francie vyhlásila Španělsku válku a armáda maršála Berwicka okamžitě vkročila na španělské území. Francouzská armáda byla i v těchto těžkých časech natolik silná, že král Filip V. zanedlouho uzavřel se svým příbuzným, regentem Filipem II. Orleánským, mír. Konec regentství nastal v roce 1723, kdy byl král Ludvík XV. prohlášen ve svých třinácti letech za plnoletého a Filip se vzdal své funkce a moc mu předal. V té době už byl lid ve Francii s dosavadní vládou Filipa II. silně nespokojen. Ze všech pohrom a neúspěchů posledních let byl obviňován právě Filip II. a především pak jeho bezbožnost (jeho příslušnost ke Katolické církvi byla podle všeho čistě formální). Lidé byli také pobouřeni tím, že ani ctihodný úřad regenta nezměnil alespoň navenek povahu a chování Filipa II. – ten po celou dobu svého regentství nadále pořádal ve svém sídle Palais Royal divoké večírky a honosné oslavy. Krátce po ukončení období regentství zemřel 10. srpna 1723 první ministr kardinál Dubois. V tomto okamžiku nastala poslední, ale také velmi krátká etapa Filipova působení v politice. Po kardinálově smrti totiž Ludvík XV. překvapivě jmenoval prvním ministrem právě Filipa II. Orleánského.

### Smrt
Dne 2. prosince 1723 trávil Filip II. Orleánský večer u své milenky vévodkyně z Phalaris. Náhle dostal záchvat mrtvice. Vévodkyně se snažila rychle sehnat pomoc, ale v zámku ve Versailles nebyl v tu chvíli přítomen žádný lékař. Ten dorazil až z města, pustil Filipovi žilou krev, vévoda však zanedlouho po tomto tehdy oblíbeném lékařském zákroku zemřel. Pochován byl v bazilice Saint-Denis, místě posledního odpočinku francouzských králů. O tom, že nebyl ve Francii příliš oblíben, svědčí i to, že se po jeho smrti objevily v Paříži pověsti, že Filipovo srdce údajně snědl velký pes, kterého Filip vlastnil. Ve skutečnosti bylo jeho srdce pochováno v kostele Val-de-Grâce.

### Styl regentství

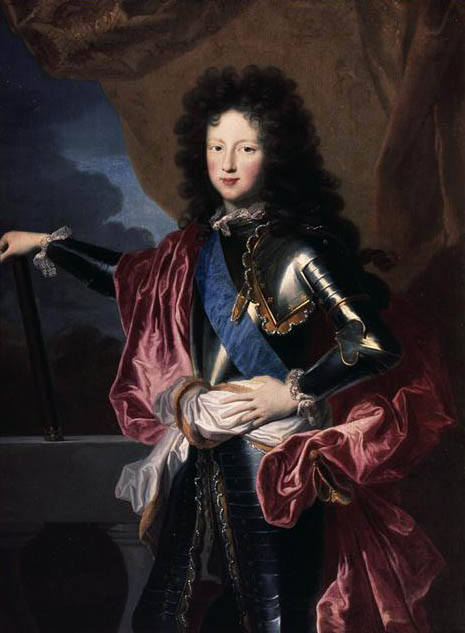
Filip roku 1689

Za vlády Filipa II. Orleánského došlo k mohutnému rozkvětu architektury a umění a vznikl tzv. styl regentství, který byl počáteční fází rokoka ve Francii. Nejvýznamnějším umělcem období regentství byl malíř Antoine Watteau.

### Hudební skladatel
Filip II. se věnoval i hudbě, sám se pokoušel komponovat. Jeho dílo však nemá žádný zásadní význam, ani není téměř vůbec známé (prakticky žádné jeho hudební dílo nebylo vydáno). Některá jeho hudební díla však byla použita ve filmu Ať začne slavnost..., který pojednává o době Regentství ve Francii. Filipovu hudbu dohledal a s orchestrem secvičil Antoine Duhamel (francouzský hudební skladatel).
Ve filmu byly použity mj. části těchto Filipových děl: (všechna jsou datována r. 1705)
- Air du Régent
- Air de Souris Cadette
- Choeur „O Douleur“
- Générique

### Potomci Filipa II. Orleánského
V roce 1692 se Filip II. Orleánský oženil z vůle krále Ludvíka XIV. (ovšem proti vůli svého otce – tento rozpor byl snad jedinou vážnou neshodou mezi oběma bratry) se svou sestřenicí Františkou Marií Bourbonskou, známou také jako mademoiselle de Blois, nejmladší nemanželskou legitimizovanou dcerou Ludvíka XIV. a jeho milenky paní de Montespan. Filipův otec, Filip I. Orleánský, se sňatkem svého syna s Františkou Marií Bourbonskou od samého počátku nesouhlasil, ale jeho bratr, král Ludvík XIV., tento svůj záměr nakonec stejně prosadil. Manželství bylo poměrně šťastné a Filip II. měl s Františkou Marií Bourbonskou osm dětí – syna a sedm dcer (z nichž první zemřela jako desetiměsíční nemluvně). Kromě toho měl i několik nemanželských dětí, z nichž za legitimní byly uznány tři.
Děti Filipa II. Orleánského, vzešlé z manželství s Františkou Marií Bourbonskou:
1. Marie Isabela Orleánská (17. prosince 1693 – 17. října 1694)
2. Marie Luisa Alžběta Orleánská (20. srpna 1695 – 19. ledna 1719), ⚭ 1710 Karel Francouzský, vévoda z Berry (31. července 1686 – 5. května 1714)
3. Louise Adélaïde d'Orléans (13. srpna 1698 – 10. února 1743), abatyše z Chelles
4. Šarlota Aglaé Orleánská (20. října 1700 – 19. února 1761), ⚭ 1720 František III. d'Este, vévoda z Modeny (2. července 1698 – 22. února 1780)
5. Ludvík I. Orleánský (4. srpna 1703 – 4. února 1752), zvaný "Zbožný", pokračovatel hlavní rodové linie Bourbon-Orléans, vévoda orleánský, ⚭ 1724 Augusta Bádenská (10. listopadu 1704 – 8. srpna 1726)
6. Luisa Alžběta Orleánská (11. prosince 1709 – 16. června 1742), ⚭ 1722 Ludvík I. Španělský (25. srpna 1707 – 31. srpna 1724), španělský král v období od 15. ledna 1724 do 31. srpna téhož roku
7. Filipína Alžběta Orleánská (18. prosince 1714 – 21. května 1734), svobodná a bezdětná
8. Luisa Diana Orleánská (27. června 1716 – 26. září1736), ⚭ 1732 Ludvík František de Bourbon, vévoda de Conti (13. srpna 1717 – 2. srpna 1776)

Nemanželské děti Filipa II. Orleánského, které oficiálně uznal za své:
- Ludvík Karel ze Saint-Albin (1698–1764 ), syn Filipovy milenky Florence Pellerin, byl biskupem laonským a následně arcibiskupem z Cambrai
- Angélique z Froissy (1702–1785), dcera Kristýny Charlotty Desmares, ∞ Jindřich František, hrabě de Ségur, baron de Romainville a de Ponchat
- Jan Filip František Orleánský (1702–1748), syn Marie Louisy Le Bel z La Boissière, komtesy z Argentonu, rytíř orleánský a velkopřevor Řádu maltézských rytířů ve Francii

### Tituly
V letech 1674–1701 měl Filip II. titul vévody ze Chartres, v roce 1701, kdy zemřel jeho otec, zdědil titul vévody orleánského a vévody z Valois, Montpensier, Nemours a Joinville, titul hraběte z Beaujolais a francouzského paira.

### Odrazy v umění
- Ať začne slavnost..., francouzský film , natočený v roce 1975, režisér Bertrand Tavernier, v roli Filipa II. Orleánského Philippe Noiret, zobrazuje zkaženou morálku doby Filipova regentství a také prudký kariérní vzestup kardinála Duboise během něj
- Hrbáč, francouzský film , natočený v roce 1997, režisér Philippe de Broca, v roli Filipa II. Orleánského opět Philippe Noiret

## Vývod z předků
|                     |                                    |  |                     |                                      |  |  |  |  |  |  |  | Antonín Navarrský |
|                     |                                    |  |                     |                                      |  |  |  |  |  |  |  |                   |
|                     | Jindřich IV. Francouzský           |  |                     |                                      |  |  |  |  |  |  |  |                   |
|                     |                                    |  |                     |                                      |  |  |  |  |  |  |  |                   |
|                     |                                    |  |                     | Jana III. Navarrská                  |  |  |  |  |  |  |  |                   |
|                     |                                    |  |                     |                                      |  |  |  |  |  |  |  |                   |
|                     | Ludvík XIII.                       |  |                     |                                      |  |  |  |  |  |  |  |                   |
|                     |                                    |  |                     |                                      |  |  |  |  |  |  |  |                   |
|                     |                                    |  |                     | František I. Medicejský              |  |  |  |  |  |  |  |                   |
|                     |                                    |  |                     |                                      |  |  |  |  |  |  |  |                   |
|                     | Marie Medicejská                   |  |                     |                                      |  |  |  |  |  |  |  |                   |
|                     |                                    |  |                     |                                      |  |  |  |  |  |  |  |                   |
|                     |                                    |  |                     | Johana Habsburská                    |  |  |  |  |  |  |  |                   |
|                     |                                    |  |                     |                                      |  |  |  |  |  |  |  |                   |
|                     | Filip I. Orleánský                 |  |                     |                                      |  |  |  |  |  |  |  |                   |
|                     |                                    |  |                     |                                      |  |  |  |  |  |  |  |                   |
|                     |                                    |  |                     | Filip II. Španělský                  |  |  |  |  |  |  |  |                   |
|                     |                                    |  |                     |                                      |  |  |  |  |  |  |  |                   |
|                     | Filip III. Španělský               |  |                     |                                      |  |  |  |  |  |  |  |                   |
|                     |                                    |  |                     |                                      |  |  |  |  |  |  |  |                   |
|                     |                                    |  |                     | Anna Habsburská                      |  |  |  |  |  |  |  |                   |
|                     |                                    |  |                     |                                      |  |  |  |  |  |  |  |                   |
|                     | Anna Rakouská                      |  |                     |                                      |  |  |  |  |  |  |  |                   |
|                     |                                    |  |                     |                                      |  |  |  |  |  |  |  |                   |
|                     |                                    |  |                     | Karel II. Štýrský                    |  |  |  |  |  |  |  |                   |
|                     |                                    |  |                     |                                      |  |  |  |  |  |  |  |                   |
|                     | Markéta Habsburská                 |  |                     |                                      |  |  |  |  |  |  |  |                   |
|                     |                                    |  |                     |                                      |  |  |  |  |  |  |  |                   |
|                     |                                    |  |                     | Marie Anna Bavorská                  |  |  |  |  |  |  |  |                   |
|                     |                                    |  |                     |                                      |  |  |  |  |  |  |  |                   |
| Filip II. Orleánský |                                    |  |                     |                                      |  |  |  |  |  |  |  |                   |
|                     |                                    |  |                     |                                      |  |  |  |  |  |  |  |                   |
|                     |                                    |  | Fridrich IV. Falcký |                                      |  |  |  |  |  |  |  |                   |
|                     |                                    |  |                     |                                      |  |  |  |  |  |  |  |                   |
|                     | Fridrich Falcký                    |  |                     |                                      |  |  |  |  |  |  |  |                   |
|                     |                                    |  |                     |                                      |  |  |  |  |  |  |  |                   |
|                     |                                    |  |                     | Luisa Juliana Oranžská               |  |  |  |  |  |  |  |                   |
|                     |                                    |  |                     |                                      |  |  |  |  |  |  |  |                   |
|                     | Karel I. Ludvík Falcký             |  |                     |                                      |  |  |  |  |  |  |  |                   |
|                     |                                    |  |                     |                                      |  |  |  |  |  |  |  |                   |
|                     |                                    |  |                     | Jakub I. Stuart                      |  |  |  |  |  |  |  |                   |
|                     |                                    |  |                     |                                      |  |  |  |  |  |  |  |                   |
|                     | Alžběta Stuartovna                 |  |                     |                                      |  |  |  |  |  |  |  |                   |
|                     |                                    |  |                     |                                      |  |  |  |  |  |  |  |                   |
|                     |                                    |  |                     | Anna Dánská                          |  |  |  |  |  |  |  |                   |
|                     |                                    |  |                     |                                      |  |  |  |  |  |  |  |                   |
|                     | Alžběta Šarlota Falcká             |  |                     |                                      |  |  |  |  |  |  |  |                   |
|                     |                                    |  |                     |                                      |  |  |  |  |  |  |  |                   |
|                     |                                    |  |                     | Mořic Hesensko-Kasselský             |  |  |  |  |  |  |  |                   |
|                     |                                    |  |                     |                                      |  |  |  |  |  |  |  |                   |
|                     | Vilém V. Hesensko-Kasselský        |  |                     |                                      |  |  |  |  |  |  |  |                   |
|                     |                                    |  |                     |                                      |  |  |  |  |  |  |  |                   |
|                     |                                    |  |                     | Anežka ze Solms-Laubachu             |  |  |  |  |  |  |  |                   |
|                     |                                    |  |                     |                                      |  |  |  |  |  |  |  |                   |
|                     | Šarlota Hesensko-Kasselská         |  |                     |                                      |  |  |  |  |  |  |  |                   |
|                     |                                    |  |                     |                                      |  |  |  |  |  |  |  |                   |
|                     |                                    |  |                     | Filip Ludvík II. z Hanau-Münzenbergu |  |  |  |  |  |  |  |                   |
|                     |                                    |  |                     |                                      |  |  |  |  |  |  |  |                   |
|                     | Amálie Alžběta z Hanau-Münzenbergu |  |                     |                                      |  |  |  |  |  |  |  |                   |
|                     |                                    |  |                     |                                      |  |  |  |  |  |  |  |                   |
|                     |                                    |  |                     | Kateřina Belgica Nasavská            |  |  |  |  |  |  |  |                   |
|                     |                                    |  |                     |                                      |  |  |  |  |  |  |  |                   |